# Love Has Many Faces
Love Has Many Faces is een Amerikaanse romantische dramafilm in Eastmancolor uit 1965 onder regie van Alexander Singer. De film werd destijds in Nederland uitgebracht onder de titel Wat is je liefde waard?.

## Verhaal
Een Amerikaanse jongen spoelt aan op een strand in de Mexicaanse luxe-badplaats Acapulco. Dit strand wordt grotendeels bevolkt door gigolo's die azen op rijke dames van middelbare leeftijd. Gezien de immorele praktijken die er plaatsvinden is het vermoeden van de lokale politie dan ook dat het overlijden van de jongeman niet het gevolg van een ongeluk is. Luitenant Riccardo Andrade gaat uit op onderzoek en al gauw komt Kit Chandler Jordan op zijn spoor, een rijke middelbare dame met een jongere echtgenoot die zelf ooit werkzaam was als gigolo. Kit heeft in het verleden namelijk een verhouding met de aangespoelde jongeman gehad. Nu is ze al enkele tijd ongelukkig met Pete, die een hekel heeft aan zijn dure verveling en dat op Kit afreageert. Om die reden is ze zwaar aan de cognac.
De gigolo Hank Walker raakt op de hoogte van Kits ongelukkige huwelijk en maakt van haar zijn nieuwe prooi. De brutale, cynische vent werkt nauw samen met Chuck Austin en licht regelmatig dames van middelbare leeftijd op. Zo ook Margot Eliot, een zelfverzekerde oudere vrouw die ondanks de afpersing geniet van Hanks aandacht. Ook Kit lijkt interesse in hem te hebben. Haar volledige aandacht gaat echter naar Carol Lambert, de verloofde van de overleden jongeman die overtuigd is van Kits schuld. Pete en Carol worden op elkaar verliefd en al gauw komt Kit hierachter. Nu speelt de vraag: is Pete uit liefde of vanwege haar bankrekening getrouwd met Kit?
Aan het einde van de film raakt Kit ernstig gewond door een vechtstier op een fokkerij. Nu haar leven op het spel staat, realiseert Pete zich hoeveel hij van haar houdt en niet bereid is om haar te verliezen.

## Rolverdeling
| Acteur           | Personage                              |
| ---------------- | -------------------------------------- |
| Lana Turner      | Katherine Lawson "Kit" Chandler Jordan |
| Cliff Robertson  | Pete Jordan                            |
| Hugh O'Brian     | Hank Walker                            |
| Ruth Roman       | Margot Eliot                           |
| Stefanie Powers  | Carol Lambert                          |
| Virginia Grey    | Irene Talbot                           |
| Ron Husmann      | Chuck Austin                           |
| Enrique Lucero   | Luitenant Riccardo Andrade             |
| Carlos Montalbán | Don Julian                             |
| Jaime Bravo      | Manuel Perez                           |
| Fanny Schiller   | Maria                                  |
| René Dupeyrón    | Ramos                                  |

## Ontvangst
De film kreeg destijds wisselvallige reacties van de Nederlandse pers. Recensent van Trouw had kritiek op het scenario, dat "zich beperkt tot het schetsen van lauwtrieste personen die elkaar in versleten termen duidelijk maken dat de liefde als dun ijs is." Criticus van De Telegraaf schreef: "Onder dit wufte en in zijn cynisme nogal weerzinwekkende spel schuilt een diepere waarheid, die maakt dat deze film een notitie waard is."
Recensent van Het Parool noemde de film daarentegen een "gaaf melodrama". Criticus van De Waarheid schreef: "Alexander Singer heeft dit drama geregisseerd in de gladde Amerikaanse filmstijl, met een waarschijnlijk juiste weergave van de weelderige badplaatsverdorvenheden. Zijn spelers blijven stug en gesloten en ze praten alsof ze elkaar naar het leven staan."